# 絕命律師 (第六季)
美國犯罪劇情電視劇《絕命律師》第六季兼最終季於2022年4月18日首播，並於2022年8月15日完結，共十三集，每集均於美國東部時間星期一晚9點在AMC及其串流媒體服務AMC+播出。本季分為兩部分；第一部分由前七集組成並於2022年5月23日結束，隨後在7月11日繼續播出由最後六集組成的第二部分。作為《絕命毒師》的外傳，《絕命律師》由文斯·吉利根和彼得·古爾德共同開創，而兩人都曾參與《絕命毒師》的製作。
該季承接第五季完結時的劇情，前九集的時間背景是2004年，亦即是薩爾·古德曼與華特·懷特（布莱恩·科兰斯顿 飾）和傑西·平克曼（亚伦·保尔 飾）相遇的四年前。該季進一步展示吉米·麥吉爾（鮑勃·奧登科克 飾）完全轉變成專為罪犯服務的刑事辯護律師“薩爾·古德曼”的過程，他與妻子金·魏斯勒（蕾亚·塞洪 飾）執行他們的計劃以破壞霍華德·漢姆林（帕特里克·法比安 飾）的職業生涯；販毒集團企圖暗殺拉洛·薩拉曼卡（托尼·代尔顿 飾）失敗，葛斯·弗林（詹卡洛·埃斯波西托 飾）、納丘·瓦加（迈克尔·曼多 飾）和麥克·艾曼翠岳（喬納森·班克斯 飾）需要應付拉洛的復仇。最後四集的時間背景則是2010年，亦即是《絕命毒師》事件之後，薩爾在華特·懷特去世後化名“吉恩·塔卡維奇”（Gene Takavic）居住在內布拉斯加州奧馬哈躲避有關當局的追緝。
該季發行後獲得評論家的普遍讚譽，特別是與前幾季相比的演出、編劇、視覺效果、情感分量以及與《絕命毒師》的相似性。上半部分在第74届黄金时段艾美奖獲得四項提名，其中包括最佳劇情類劇集。

## 演員與角色

### 主要角色
- 鮑勃·奧登科克 飾演 吉米·麥吉爾／薩爾·古德曼（Jimmy McGill / Saul Goodman）：以薩爾·古德曼身份執業的刑事辯護律師。《絕命毒師》事件之後他化名為吉恩·塔卡維奇（Gene Takavic）在奧馬哈經營一家肉桂卷專門店Cinnabon。[1]

- 喬納森·班克斯 飾演 麥克·艾曼翠岳（Mike Ehrmantraut）：葛斯犯罪的“清潔工（英语：Cleaner (crime)）”。[2]

- 蕾亚·塞洪 飾演 金·魏斯勒（英语：Kim Wexler）：一名律師，吉米的妻子和知己，與吉米一起計劃破壞霍華德的職業生涯。[3]
  - 凱蒂·貝絲·霍爾（Katie Beth Hall）在第六集“魏斯勒對古德曼（英语：Wexler v. Goodman）”的閃回片段（英语：Flashback (narrative)）中飾演少女時期的金。

- 帕特里克·法比安 飾演 霍華德·漢姆林（英语：Howard Hamlin）：第三季查克·麥吉爾（英语：Chuck McGill）去世後HHM律師行（Hamlin, Hamlin & McGill）的唯一管理合夥人。[4]

- 迈克尔·曼多 飾演 納丘·瓦加（Nacho Varga）：薩拉曼卡家族販毒業務的中尉，負責阿爾伯克基地區的日常運營；由於參與對拉洛的暗殺未遂而躲藏在墨西哥。[5]

- 托尼·代尔顿 飾演 拉洛·薩拉曼卡（英语：Lalo Salamanca）：薩拉曼卡家族販毒業務的代理負責人，埃拉迪奧在阿爾伯克基的“清潔工（英语：Cleaner (crime)）”；因監視葛斯建立秘密冰毒實驗室而被葛斯和納丘企圖暗殺，被暗殺失敗後回到阿爾伯克基復仇。[4]

- 詹卡洛·埃斯波西托 飾演 葛斯·弗林（Gus Fring）：智利裔美國人，埃拉迪奧的華雷斯販毒集團（英语：Juárez Cartel）在阿爾伯克基的冰毒經銷商，經營快餐連鎖店“炸雞兄弟（英语：Los Pollos Hermanos）”來掩飾自己的毒梟身份；暗殺拉洛未遂後要面對他的復仇。[4]

### 常設角色
- 小埃德·貝格里 飾演 克里夫·梅因（英语：List of characters in the Breaking Bad franchise#Cliff Main）：D&M律師行（Davis & Main）的創始合夥人，正與霍華德合作處理鷸十字中心（Sandpiper Crossing）案。[6]

- 馬克·馬古利斯（英语：Mark Margolis） 飾演 赫克特·薩拉曼卡（英语：List of characters in the Breaking Bad franchise#Hector Salamanca）：曾經是一名殘暴的毒梟，中風後喪失說話和行動能力。[6]

- 丹尼爾·蒙卡達（英语：Daniel and Luis Moncada）和路易斯·蒙卡達（英语：Daniel and Luis Moncada） 飾演 萊昂內爾和馬可·薩拉曼卡（英语：List of characters in the Breaking Bad franchise#Leonel and Marco Salamanca）：赫克特的侄子，埃拉迪奧的華雷斯販毒集團（英语：Juárez Cartel）的殘酷殺手。[6]

- 雷·坎貝爾（Ray Campbell） 飾演 泰瑞斯·基特（英语：List of characters in the Breaking Bad franchise#Tyrus Kitt）：葛斯的副手。[6]

- 哈維爾·格拉傑達（Javier Grajeda） 飾演 胡安·博爾薩（英语：List of characters in the Breaking Bad franchise#Juan Bolsa）：埃拉迪奧的華雷斯販毒集團的高級成員。

- 傑瑞瑪·比蘇（英语：Jeremiah Bitsui） 飾演 維克多（英语：List of characters in the Breaking Bad franchise#Victor）：葛斯的副手。

- 胡安·卡洛斯·坎圖（Juan Carlos Cantu） 飾演 曼努埃爾·瓦加（英语：List of characters in the Breaking Bad franchise#Manuel Varga）：納丘的父親，是一家座椅面料店的老闆兼經理。

- 彼得·迪斯（Peter Diseth） 飾演 比爾·奧克利（英语：List of characters in the Breaking Bad franchise#Bill Oakley）：一名地區副檢察官。

- 哈里森·托馬斯（Harrison Thomas） 飾演 萊爾（英语：List of characters in the Breaking Bad franchise#Lyle）：“炸雞兄弟”阿爾伯克基分公司的助理經理。

- 杰茜·恩尼斯（Jessie Ennis） 飾演 艾琳·布里爾（英语：List of characters in the Breaking Bad franchise#Erin Brill）：D&M律師行的一名律師。

- 蒂娜·帕克（英语：Tina Parker） 飾演 弗朗西斯卡·利迪（英语：List of characters in the Breaking Bad franchise#Francesca Liddy）：薩爾的秘書。

- 倫尼·洛夫廷（Lennie Loftin） 飾演 格尼多夫斯基（Genidowski）：吉米和金僱用的騙子，冒充霍華德的私家偵探。

- 喬什·法登（英语：Josh Fadem） 飾演 攝製傢伙（Camera Guy）：一名幫助吉米拍攝不同影片的新墨西哥大學電影教師。

- 海莉·福爾摩斯（Hayley Holmes） 飾演 戲劇女孩（Drama Girl）：一名幫助吉米拍攝不同影片的新墨西哥大學電影學生。

- 朱利安·邦飛格里奧（Julian Bonfiglio） 飾演 收音傢伙（Sound Guy）：一名幫助吉米拍攝不同影片的新墨西哥大學電影學生。

- 何家蓓 飾演 謝麗爾·漢姆林（英语：List of characters in the Breaking Bad franchise#Cheryl Hamlin）：霍華德分居的妻子。

- 約翰·波西（英语：John Posey (actor)） 飾演 蘭德·卡西米羅（英语：List of characters in the Breaking Bad franchise#Rand Casimiro）：正在調解鷸十字中心案的退休法官。

- 約翰·恩尼斯（英语：John Ennis (actor)） 飾演 萊尼（Lenny）：吉米和金僱用來冒充卡西米羅的雜貨店員工。

- 丹尼斯·布茨卡里斯（英语：Dennis Boutsikaris） 飾演 里奇·史威卡（英语：List of characters in the Breaking Bad franchise#Rich Schweikart）：S&C律師行（Schweikart & Cokely）的創始合夥人。

- 帕特·希利（英语：Pat Healy (actor)） 飾演 傑夫（英语：List of characters in the Breaking Bad franchise#Jeff）：認出吉恩就是薩爾·古德曼的出租車司機。希利接替唐·哈維（英语：Don Harvey (actor, born 1960)）飾演該角色，哈維由於有另一個拍攝項目而無法在本季出演。

- 馬克斯·比克爾豪普（Max Bickelhaup） 飾演 朋友（Buddy）：傑夫的朋友和犯罪夥伴。

- 卡萝尔·伯内特 飾演 瑪麗昂：傑夫的母親，喜歡吉恩。

### 客串角色
- 茱莉·安·艾瑪莉和傑瑞米·沙姆斯（英语：Jeremy Shamos） 飾演 貝琪和克雷格·凱特曼（英语：List of characters in the Breaking Bad franchise#Betsy and Craig Kettleman）：第一季委託吉米（後來委託金）辯護貪污案的一對已婚夫婦。他們自克雷格出獄以來一直在經營一間不老實的報稅服務公司。

- 雷克斯·林恩 飾演 凱文·華特爾（英语：List of characters in the Breaking Bad franchise#Kevin Wachtell）：梅薩維德銀行（Mesa Verde Bank）的行政總裁。

- 拉沃·克勞福特（英语：Lavell Crawford） 飾演 修爾·巴賓納（英语：List of characters in the Breaking Bad franchise#Huell Babineaux）：一名專業扒手，吉米聘請他負責安保。

- 朱莉·珀爾（Julie Pearl） 飾演 蘇珊娜·埃里克森（英语：List of characters in the Breaking Bad franchise#Suzanne Ericsen）：一名助理地區檢察官。

- 艾琳·福格蒂（英语：Eileen Fogarty） 飾演 阮夫人（英语：List of characters in the Breaking Bad franchise#Mrs. Nguyen）：一家美甲沙龍的老闆，吉米曾經的律師行就在沙龍裡面。

- 朱莉婭·米內西（Julia Minesci） 飾演 溫迪（英语：List of characters in the Breaking Bad franchise#Wendy）：在十字路口汽車旅館工作的街頭妓女；重新飾演她在《絕命毒師》中的角色。

- 大衛·烏里（英语：David Ury） 飾演 斯波奇（英语：List of characters in the Breaking Bad franchise#Spooge）：一名小罪犯；重新飾演他在《絕命毒師》中的角色。

- 安慶名惠子 飾演 維奧拉·戈托（英语：List of characters in the Breaking Bad franchise#Viola Goto）：金的前律師助理。

- 安德里亞·蘇奇（Andrea Sooch） 飾演 瑪格麗特·齊格勒（英语：List of characters in the Breaking Bad franchise#Margarethe Ziegler）：維爾納·齊格勒（英语：List of characters in the Breaking Bad franchise#Werner Ziegler）的遺孀。

- 凯瑞·康顿 飾演 史黛西·艾曼翠岳（英语：List of characters in the Breaking Bad franchise#Stacey Ehrmantraut）：麥克的寡婦兒媳，凱莉·艾曼翠岳（Kaylee Ehrmantraut）的母親。

- 喬·德羅薩（英语：Joe DeRosa (comedian)） 飾演 卡爾德拉醫生（英语：List of characters in the Breaking Bad franchise#Dr. Caldera）：一名兽医，是麥克和吉米與黑社會之間的聯絡人。

- 史提芬·卡皮契 飾演 卡斯帕（英语：List of characters in the Breaking Bad franchise#Casper）：齊格勒施工團隊的成員。

- 柯克·博維爾（英语：Kirk Bovill） 飾演 賴曼先生（Mr. Ryman）：一名看似清白的郊區人，實際為葛斯工作。

- 瓊妮·博維爾（Joni Bovill） 飾演 賴曼太太（Mrs. Ryman）：一名看似清白的郊區人，實際為葛斯工作。

- 珍·埃弗隆（Jean Effron） 飾演 艾琳·蘭德里（Irene Landry）：吉米的前老年法委託人，鷸十字中心集体诉讼案的代表人。

- 史蒂文·鮑爾（英语：Steven Bauer） 飾演 埃拉迪奧·文特（英语：List of characters in the Breaking Bad franchise#Eladio Vuente）：華雷斯卡特爾販毒集團的頭目。

- 理德·戴蒙德 飾演 大衛（David）：一家著名餐廳的侍酒師，葛斯的知己。

- 吉姆·奧海爾（英语：Jim O'Heir） 飾演 弗蘭克（Frank）：一名卡頓伍德購物中心（Cottonwood Mall）保安，吉恩結識的朋友。

- 布莱恩·科兰斯顿 飾演 華特·懷特（Walter White）：一名中年高中化學老師，在《絕命毒師》事件中捲入毒品交易並請薩爾幫助他洗錢，出現在閃回片段中。

- 亚伦·保尔 飾演 傑西·平克曼（Jesse Pinkman）：華特的前學生，在《絕命毒師》事件中與華特一起生產和銷售冰毒，出現在閃回片段中。

- 德文·拉特雷（英语：Devin Ratray） 飾演 亞佛烈德·霍桑·希爾（Alfred Hawthorne Hill）：一個粗魯的男人，吉恩身份盜竊騙局的受害者。

- 凱文·薩斯曼 飾演 林克先生（Mr. Lingk）：一個患有癌症的男人，吉恩詐騙的目標。

- 約翰·小山（John Koyama） 飾演 艾米利奧·小山（Emilio Koyama）：傑西在《絕命毒師》事件期間的毒品行業合作夥伴。

- 貝茜·布蘭特 飾演 瑪麗·史瑞德（Marie Schrader）：漢克·史瑞德的遺孀。當薩爾最終被捕並接受審判時，她出現作為控方的證人。

- 邁克爾·麥基恩 飾演 查克·麥吉爾（英语：Chuck McGill）：吉米已故的哥哥和HHM律師行的創始合夥人，出現在閃回片段中。

## 集數
| 第1部 |    |                               |                     |                                |               |      |
| 51    | 1  | 美酒與玫瑰 Wine and Roses     | 邁克爾·莫里斯       | 彼得·古爾德                    | 2022年4月18日 | 1.42 |
| 52    | 2  | 軟硬兼施 Carrot and Stick     | 文斯·吉利根         | 托馬斯·施瑙茲、愛麗兒·萊文（Ariel Levine） | 2022年4月18日 | 1.16 |
| 53    | 3  | 進退維谷 Rock and Hard Place  | 戈登·史密斯         | 戈登·史密斯                    | 2022年4月25日 | 1.16 |
| 54    | 4  | 肇事逃逸 Hit and Run          | 蕾亚·塞洪           | 安·切爾基斯（Ann Cherkis）                | 2022年5月2日  | 1.16 |
| 55    | 5  | 黑與藍 Black and Blue         | 梅麗莎·伯恩斯坦（Melissa Bernstein） | 艾莉森·塔洛克（Alison Tatlock）              | 2022年5月9日  | 1.22 |
| 56    | 6  | 磨斧霍霍 Axe and Grind        | 詹卡洛·埃斯波西托   | 愛麗兒·萊文                    | 2022年5月16日 | 1.13 |
| 57    | 7  | 計劃與執行 Plan and Execution | 托馬斯·施瑙茲       | 托馬斯·施瑙茲                  | 2022年5月23日 | 1.19 |
| 第2部 |    |                               |                     |                                |               |      |
| 58    | 8  | 瞄準射擊 Point and Shoot      | 文斯·吉利根         | 戈登·史密斯                    | 2022年7月11日 | 1.16 |
| 59    | 9  | 太開心 Fun and Games          | 邁克爾·莫里斯       | 安·切爾基斯                    | 2022年7月18日 | 1.22 |
| 60    | 10 | 尼皮 Nippy                    | 蜜雪兒·麥勞倫       | 艾莉森·塔洛克                  | 2022年7月25日 | 1.20 |
| 61    | 11 | 走上歹路 Breaking Bad         | 托馬斯·施瑙茲       | 托馬斯·施瑙茲                  | 2022年8月1日  | 1.34 |
| 62    | 12 | 覆水難收 Waterworks           | 文斯·吉利根         | 文斯·吉利根                    | 2022年8月8日  | 1.32 |
| 63    | 13 | 薩爾不再 Saul Gone            | 彼得·古爾德         | 彼得·古爾德                    | 2022年8月15日 | 1.80 |

## 製作

### 開發

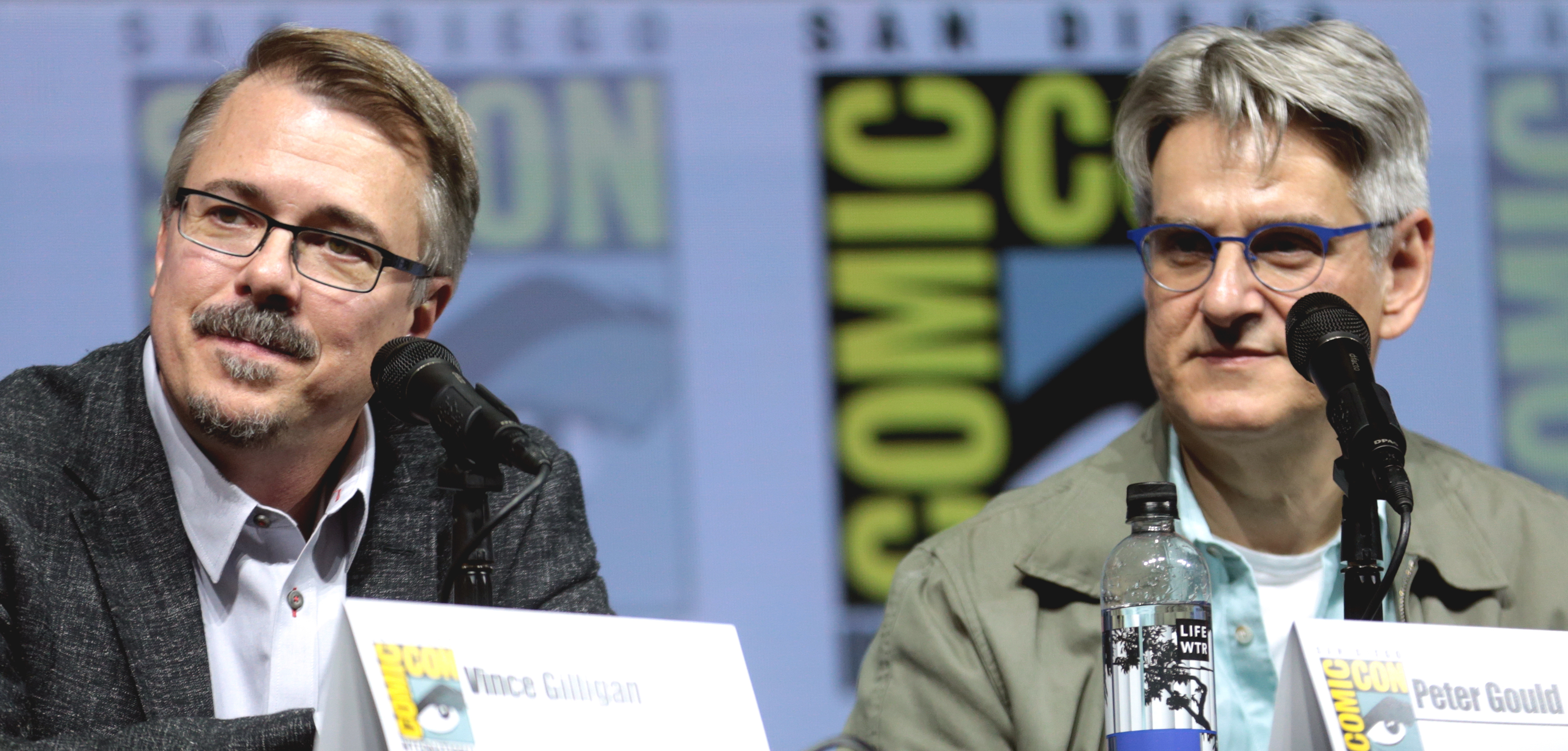
聯合開創者文斯·吉利根（左）和彼得·古爾德（右）

2020年1月，AMC續訂《絕命律師》第六季亦是最後一季。節目統籌彼得·古爾德和AMC代表確認第六季將會有13集，多於前五季的10集。這使該劇的總集數達到63集，比其前作《絕命毒師》多一集。古爾德說：“從我們製作這部劇開始，我認為我們所有的希望和夢想就是能夠講述整個故事……並讓其從頭到尾成為一個完整的故事……我們將竭盡全力讓這63集成功播出。”詹卡洛·埃斯波西托此前曾在2019年4月推測該劇將以六季結束，因為這是一種“舒適的方式”，類似於《絕命毒師》第五季亦是最後一季被分成兩半，給人後半季就是第六季的感覺。古爾德說他最初懷疑自己沒有可能拍出13集，因為前幾季的10集對他來說實在太累了，但執行製片人和編劇托馬斯·施瑙茲說服他拍13集，施瑙茲說：“你知道這是最後的13集，所以你就會像看到遠處穀倉的馬一樣疾馳而下。”

### 編劇
2020年2月，古爾德建議第六季將在閃進片段中比前幾季更深入地探索薩爾·古德曼作為吉恩·塔卡維奇的生活。2020年4月，該季開始編寫劇本。古爾德不希望該季虎頭蛇尾，因此為了給《絕命律師》帶來一個令人滿意的結局，他邀請該劇的聯合開創者文斯·吉利根“在該季的大部分時間裡”重回編劇的房間；吉利根從第三季初期開始就沒有參與編劇的工作。劇本直到2020年12月仍未完成，古爾德表示編劇不得不通過Zoom而不是親自進行交流，就像“試圖在流沙中跳舞”。
古爾德後來表示，該季將探討薩爾在做出整個系列中的犯罪活動後是否有任何方法可以得到救贖。在該季拍攝期間，主演鮑勃·奧登科克說古爾德告訴他“《絕命律師》完結後將帶來新的曙光……你會以不同的方式去看《絕命律師》和《絕命毒師》的故事”。

### 選角

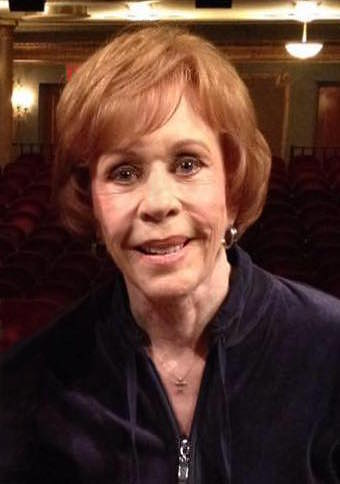
作為該劇的著名粉絲，卡萝尔·伯内特在“尼皮 (絕命律師)”一集開始的吉恩時間線中飾演瑪麗昂（Marion）。

在《絕命毒師》和《絕命律師》中飾演莉蒂亞·羅達特-奎爾的蘿拉·佛萊瑟在第六季宣佈首播日期後證實無法在該季重新飾演她的角色，這是由於她在該季開始拍攝時居住在蘇格蘭，而2019冠狀病毒病疫情限制了該地與美國之間的旅行。該季在首播之前宣佈布莱恩·科兰斯顿和亚伦·保尔將分別重新飾演他們在《絕命毒師》中的角色華特·懷特和傑西·平克曼。
AMC在該季上下部分中段空檔期間宣佈卡萝尔·伯内特將在第2部分飾演瑪麗昂，但有關該角色的細節並未透露。在奧馬哈認出薩爾的出租車司機傑夫由唐·哈維改為帕特·希利飾演，這是因為哈維在此前已承諾出演另一部劇《城市惡霸》而無法額外騰出空檔。哈維後來對由於日程安排衝突而無法重演該角色表示失望，但稱讚希利將該角色變成屬於他自己的角色。

### 拍攝

#### 因2019冠狀病毒病而延誤
2020年4月，迈克尔·曼多和托尼·代尔顿分別表示拍攝計劃於9月開始，但兩人都不確定拍攝是否會因持續的2019冠状病毒病疫情而推遲。7月，蕾亚·塞洪表示在確保安全之前拍攝不會開始。8月，製片人馬克·約翰遜表示疫情可能會使劇組迴避特定的室內地點，限制該劇的拍攝地點：“像許多其他人一樣，我們必須在拍攝地點和方式上非常有創意……很多地方都不允許我們進入。”同月，古爾德表示由於疫情拍攝不太可能在2020年開始，並補充說雖然索尼影视电视正“盡其所能”讓該劇安全地恢復拍攝，但“我認為不幸的是可能會推遲一點”。10月，埃斯波西托表示拍攝將於2021年3月開始，奧登科克在2021年2月確認該消息。
該劇於2021年3月10日在新墨西哥州正式開始拍攝。每集預計需要大約三週的時間拍攝，拍攝時間與前幾季一集在9天內拍攝完畢相比更長。科兰斯顿和保尔於2021年4月飛往阿爾伯克基拍攝他們的場景。他們的角色是絕對保密的，兩位演員不在片場時都不會被人看到，類似於科兰斯顿在《续命之徒：绝命毒师电影》時的客串。他們在阿爾伯克基的Airbnb住了四天，所有的衣著和化妝都在住所裡完成，然後就被帶到現場拍攝。他們一起出現在其中一個場景，也分別出現在一個場景中。Cinnabon的場景以奧馬哈為背景，但實際上是在新墨西哥州阿爾伯克基的卡頓伍德購物中心拍攝。該季預計製作將持續大約8個月，但拍攝卻在11個月後，亦即是2022年2月9日才杀青。
該劇在主要攝影結束後於2022年3月為“瞄準射擊”的開場預告片進行了額外拍攝。拍攝現場有幾名工作人員但並沒有演員，場景是在加利福尼亚州的里奧卡里略州立海灘拍攝的。這是該劇唯一一次在新墨西哥州以外的地方拍攝。:1:00:01–1:01:29

#### 奧登科克在片場昏倒
2021年7月27日，奧登科克拍攝了12個小時的“瞄準射擊”場景後在騎健身單車時心臟病發作，當時在附近的施翰、法比安和代爾頓看到他倒下後立即呼救。:48:43–54:10該劇的健康安全督導羅莎·埃斯特拉達（Rosa Estrada）和助理導演安吉·邁耶（Angie Meyer）馬上使用自動體外心臟去顫器並為他施用心肺復甦術；他的脈搏經過了三次施救程序後才恢復。奧登科克被緊急送往長老會醫院（Presbyterian Hospital），醫生在他體內放置了兩個支架以緩解粥樣斑塊的積聚。他在沒有進行進一步手術的情況下接受治療並休息拍攝五星期，劇組需要配合更改時間表。8月中旬，道爾頓說該劇正在拍攝不涉及奧登科克的場景，而奧登科克則尚未獲准重回拍攝。奧登科克在2021年9月上旬確認自己已重返片場拍攝。

#### IATSE避免罷工
2021年10月，國際戲劇舞台員工聯盟（IATSE）的可能罷工將導致新墨西哥州所有影視行業停工——包括《絕命律師》。奧登科克、古爾德、新墨西哥州州長蜜雪兒·盧揚·格里沙姆和新墨西哥州立法機關的幾位成員表示支持IATSE為工會成員創造更好工作條件的訴求。2021年10月16日，IATSE與電影和電視製片人聯盟在期限前達成一項臨時協議暫時避免罷工。該合同於2021年11月15日得到 IATSE成員的批准，IATSE結束所有罷工的可能性，並允許製作繼續進行且不會中斷。

## 廣播
2020年1月當AMC訂購第六季時原定其將於2021年首播，然而吉利根在2020年4月表示這將取決於演員和工作人員是否能夠在2020年疫情期間拍攝。2021年2月，AMC確認該季可能會在2022年第一季度首播。古爾德偏好每星期播出全部13集，而不是以任何方式拆分該季；但是他指出只有AMC能決定廣播安排。2021年11月上旬，《綜藝》報導稱該季將拆分兩部分播出，2022年2月官方公佈廣播日期時該消息得到證實。前七集於2022年4月18日開始播出，後六集則於2022年7月11日開始播出，兩部分之間有七星期的空檔期。與《絕命毒師》的最後一季相比這是一個較短的空檔期，因為當時兩部分的播出時間相隔一年。古爾德說在AMC宣佈之前他們不知道該季會分成兩部分。該季在拆分後可以提名不同的艾美奖頒獎典禮；上半部分有資格參與2022年的第74届黄金时段艾美奖，而翌年頒獎典禮的參與資格則從6月開始。
2022年4月9日在洛杉磯參加佩利電視節的粉絲能在場提前觀看該季首播集。2022年6月18日，季中首播集在紐約翠貝卡電影節期間進行提早放映。
該季每集均於美國東部時間星期一晚9點在AMC播出，前兩集於2022年4月18日晚連續首播。該季播出期間每集都可以於首播當天在AMC+上觀看，AMC+是AMC於2020年6月首次推出的串流媒體服務。該季首播當日是AMC+新訂戶註冊人數最多的一日，到季中結局時該串流媒體服務的劇集收視率增長了61%。在AMC+播出大結局期間該應用程序出現中斷，導致許多用戶被強迫登出。AMC後來報導稱AMC+該季大結局的首日觀看人數是首播集的四倍，並稱該劇最後一季的收視率是該串流媒體服務歷史上的最高。
與前幾季一樣，該季於美國以外的某些國際市場在Netflix及其他串流媒體服務上發佈，劇集在AMC播出後的第二天即可觀看。

## 迴響

### 評價
| 第六季（2022年）：烂番茄追踪到的所有评论家的评论中，正面评论占比 |                                                              |
|                                                                  | 由于已知的技术原因，图表暂时不可用。带来不便，我们深表歉意。 |

該季與前五季一樣廣受好評。根据評論匯總网站爛番茄汇总的175篇评论文章，99%的评论家给予第六季正面评价，使之獲得「認證新鮮」標識，平均打分为9.40分（满分10分）第六季在Metacritic網站上得到「普遍讚譽」，獲得了94/100分（20位影評人）。
大結局播出後，《衛報》的斯圖爾特·杰弗里斯（Stuart Jeffries）認為該劇在質量上出人意料地超越前作，並說：“經過了六季，《絕命律師》演變成一部比其前作更加深刻和美麗的關於人性腐敗的劇情劇集。該劇轉變成比《絕命毒師》在視覺上更奢華的東西，但一刻也沒有失去其口才和道德指向。”《Screen Rant》的克雷格·艾爾維（Craig Elvy）也認為該劇比其前作更出色，他說：“吉米·麥吉爾的外傳留下一個非常熟悉的遺留產物——觀眾和評論家持續且熱情的讚譽，加上一個完全滿足的結局。”他接著說：“當《絕命律師》開始時，許多人會希望其能夠擺脫《絕命毒師》的陰影，或者通過闡明新細節的方式增強華特和傑西的故事。很少有人敢夢想《絕命律師》會同時實現這兩個目標，但該劇卻成功創建一部包含其前身同時又存在於完全不同領域的外傳，這樣的雄心壯志說明了為什麼《絕命律師》會比《絕命毒師》具有如此微弱的優勢。”

#### 第1部分
完結納丘故事線的第3集“進退維谷”獲得評論家的好評。《Pajiba》的卡琳娜·里維拉（Kaleena Rivera）讚揚迈克尔·曼多的憤怒表現以及該集的結尾。《影音俱樂部》的金伯利·波茨（Kimberly Potts）認為曼多的表演值得獲提名艾美奖。她還將納丘的遺言與《絕命毒師》劇集“守望者”中華特·懷特對傑西·平克曼的坦白進行比較，並對詹卡洛·埃斯波西托和馬克·馬古利斯的表演以及該劇將納丘塑造成一個引人注目的角色給予積極評價。《纽约时报》的大衛·西格爾讚揚戈登·史密斯的劇本、導演和場景設計。他同樣將納丘的生活與傑西的生活進行比較——兩個罪犯都做出“一些糟糕的生活選擇”並且“受到過度懲罰”——並補充道：“如果能看到更多這位明星演員就太好了，但如果他必須離開，難以想像會有比該集更戲劇化、更感人的結局。”
展示薩爾和金破壞霍華德職業生涯和聲譽陰謀的高潮位的季中結局“計劃與執行”亦獲得好評，尤其是帕特里克·法比安的表演。《禿鷲博客》的斯科特·托比亞斯（Scott Tobias）和《Den of Geek》的尼克·哈利（Nick Harley）同樣給該集滿分五顆星的評價，而《影音俱樂部》的金伯利·波茨和《IndieWire》的史蒂夫·格林（Steve Greene）亦同樣給該集評分為“A”。

#### 第2部分
完結拉洛故事線的季中首播集“瞄準射擊”獲得一致好評。《衛報》的斯圖爾特·杰弗里斯和《泰晤士报》的詹姆斯·傑克遜（James Jackson）給該集滿分五顆星的評價，《禿鷲博客》的斯科特·托比亞斯、《Den of Geek》的尼克·哈利和《每日电讯报》的艾德·鮑爾（Ed Power）給該集四顆星（滿分五顆星）的評價，而《影音俱樂部》的金伯利·波茨、《IndieWire》的史蒂夫·格林和《娱乐周刊》的達倫·弗蘭尼奇（Darren Franich）則給該集評分為“A”。
該劇大結局“薩爾不再”亦獲得一致好評。《影音俱樂部》的金伯利·波茨給該集評分為“A”，稱這是一次“非常令人滿意的送別”，帶有“過去的狂歡和最後的轉折”。《IGN》的拉斐爾·莫塔馬約爾（Rafael Motamayor）給該集10分滿分的評價，稱其為“細緻入微的角色研究，探索主角的遺憾和變化”。《禿鷲博客》的珍·錢尼（Jen Chaney）認為該劇優於《絕命毒師》，因為其“敢於擴大範圍，比《絕命毒師》更大”。此外，該網站的斯科特·托比亞斯亦給該集滿分五顆星的評價，並寫道：“‘薩爾不再’為吉米找到一個充滿希望和真實的結局，而不會感到樂觀或不勞而獲。”

### 收視率
| 序 | 標題       | 播出日期      | 收視率 （18–49歲） | 收視人数 （百萬） | DVR收視率 （18–49歲） | DVR收視人数 （百萬） | 總收視率 （18–49歲） | 總收視人数 （百萬） |
| -- | ---------- | ------------- | ------------------ | ----------------- | --------------------- | -------------------- | -------------------- | ------------------- |
| 1  | 美酒與玫瑰 | 2022年4月18日 | 0.31               | 1.42              | 待定                  | 待定                 | 待定                 | 待定                |
| 2  | 軟硬兼施   | 2022年4月18日 | 0.24               | 1.16              | 待定                  | 待定                 | 待定                 | 待定                |
| 3  | 進退維谷   | 2022年4月25日 | 0.26               | 1.16              | 待定                  | 待定                 | 待定                 | 待定                |
| 4  | 肇事逃逸   | 2022年5月2日  | 0.27               | 1.16              | 待定                  | 待定                 | 待定                 | 待定                |
| 5  | 黑與藍     | 2022年5月9日  | 0.26               | 1.22              | 待定                  | 待定                 | 待定                 | 待定                |
| 6  | 磨斧霍霍   | 2022年5月16日 | 0.28               | 1.13              | 待定                  | 待定                 | 待定                 | 待定                |
| 7  | 計劃與執行 | 2022年5月23日 | 0.26               | 1.19              | 待定                  | 待定                 | 待定                 | 待定                |
| 8  | 瞄準射擊   | 2022年7月11日 | 0.28               | 1.16              | 待定                  | 待定                 | 待定                 | 待定                |
| 9  | 太開心     | 2022年7月18日 | 0.27               | 1.22              | 待定                  | 待定                 | 待定                 | 待定                |
| 10 | 尼皮       | 2022年7月25日 | 0.29               | 1.20              | 待定                  | 待定                 | 待定                 | 待定                |
| 11 | 走上歹路   | 2022年8月1日  | 0.36               | 1.34              | 待定                  | 待定                 | 待定                 | 待定                |
| 12 | 覆水難收   | 2022年8月8日  | 0.32               | 1.32              | 待定                  | 待定                 | 待定                 | 待定                |
| 13 | 薩爾不再   | 2022年8月15日 | 0.47               | 1.80              | 待定                  | 待定                 | 待定                 | 待定                |

### 榮譽
| 典禮                         | 類別                                        | 入圍者 | 結果 | 來源            |
| ---------------------------- | ------------------------------------------- | --- | ---- | --------------- |
| 第38屆電視評論家協會獎       | 年度最佳節目                                | 《絕命律師》 | 提名 | [ 105 ] [ 106 ] |
| 第38屆電視評論家協會獎       | 最佳劇情類成就                              | 《絕命律師》 | 提名 | [ 105 ] [ 106 ] |
| 第38屆電視評論家協會獎       | 劇情類個人成就                              | 鮑勃·奧登科克 | 提名 | [ 105 ] [ 106 ] |
| 第38屆電視評論家協會獎       | 劇情類個人成就                              | 蕾亚·塞洪 | 提名 | [ 105 ] [ 106 ] |
| 第74届黄金时段艾美奖         | 最佳劇情類劇集                              | 《絕命律師》 | 提名 | [ 107 ]         |
| 第74届黄金时段艾美奖         | 最佳劇情類劇集男主角                        | 卜·奧登高基 ；憑“計劃與執行”一集 | 提名 | [ 107 ]         |
| 第74届黄金时段艾美奖         | 最佳劇情類劇集女配角                        | 莉雅·施翰 ；憑“肇事逃逸”一集 | 提名 | [ 107 ]         |
| 第74届黄金时段艾美奖         | 最佳劇情類劇集編劇                          | 托馬斯·施瑙茲 ；憑“計劃與執行”一集 | 提名 | [ 107 ]         |
| 第74屆黃金時段創意藝術艾美獎 | 最佳音樂監督                                | 托馬斯·戈盧比奇 ；憑“黑與藍”一集 | 提名 | [ 107 ]         |
| 第74屆黃金時段創意藝術艾美獎 | 最佳喜劇類或劇情類劇集音效剪輯（一小時）    | 尼克·福沙格、凱瑟琳·馬德森（Kathryn Madsen）、簡·博格爾（Jane Boegel）、馬特·坦普爾（Matt Temple）、 馬克·格拉斯曼（Marc Glassman）、傑夫·克蘭福德（Jeff Cranford）、 傑森·特雷戈·紐曼（Jason Tregoe Newman）、格雷格·巴巴內爾、亞歷克斯·烏爾里希（Alex Ullrich） ；憑“軟硬兼施”一集 | 提名 | [ 107 ]         |
| 第74屆黃金時段創意藝術艾美獎 | 最佳喜劇類或劇情類劇集混音（一小時）        | 拉里·本傑明（Larry Benjamin）、凱文·瓦倫丁、菲利普·W·帕爾默（Phillip W. Palmer） ；憑“軟硬兼施”一集 | 提名 | [ 107 ]         |
| 第2屆荷里活影評人協會電視獎  | 最佳有線劇情類劇集 （英語：Best Cable Series, Drama）               | 《絕命律師》 | 獲獎 | [ 108 ] [ 109 ] |
| 第2屆荷里活影評人協會電視獎  | 最佳廣播網或有線劇情類劇集男主角 （英語：Best Actor in a Broadcast Network or Cable Series, Drama） | 卜·奧登高基 | 獲獎 | [ 108 ] [ 109 ] |
| 第2屆荷里活影評人協會電視獎  | 最佳廣播網或有線劇情類劇集男配角  | 詹卡洛·埃斯波西托 | 獲獎 | [ 108 ] [ 109 ] |
| 第2屆荷里活影評人協會電視獎  | 最佳廣播網或有線劇情類劇集男配角  | 喬納森·班克斯 | 提名 | [ 108 ] [ 109 ] |
| 第2屆荷里活影評人協會電視獎  | 最佳廣播網或有線劇情類劇集男配角  | 迈克尔·曼多 | 提名 | [ 108 ] [ 109 ] |
| 第2屆荷里活影評人協會電視獎  | 最佳廣播網或有線劇情類劇集女配角 （英語：Best Supporting Actress in a Broadcast Network or Cable Series, Drama） | 莉雅·施翰 | 獲獎 | [ 108 ] [ 109 ] |
| 第47屆土星獎                 | 最佳廣播網或有線動作／驚悚電視劇 （英語：Saturn Award for Best Action-Thriller Television Series） | 《絕命律師》 | 待定 | [ 110 ]         |
| 第47屆土星獎                 | 最佳廣播網或有線電視劇男主角 （英語：Saturn Award for Best Actor on Television）     | 卜·奧登高基 | 待定 | [ 110 ]         |
| 第47屆土星獎                 | 最佳廣播網或有線電視劇女主角 （英語：Saturn Award for Best Actress on Television）     | 莉雅·施翰 | 待定 | [ 110 ]         |
| 第47屆土星獎                 | 最佳廣播網或有線電視劇男配角      | 莊拿芬·班克斯 | 待定 | [ 110 ]         |
| 第47屆土星獎                 | 最佳廣播網或有線電視劇男配角      | 托尼·代尔顿 | 待定 | [ 110 ]         |
| 第47屆土星獎                 | 最佳廣播網或有線電視劇男配角      | 帕特里克·法比安 | 待定 | [ 110 ]         |
| 第47屆土星獎                 | 最佳廣播網或有線電視劇男配角      | 米高·曼多 | 待定 | [ 110 ]         |

## 家庭媒體
該季將於2022年12月6日以藍光光碟和DVD（1區）形式發行。該發行套裝將包括所有13集，以及每集演員和工作人員的評論音軌、刪減鏡頭、剪掉的片段和一些幕後花絮。

## 相關媒體

### 《美國貪婪：詹姆斯·麥吉爾》
2022年4月1日，CNBC Prime的YouTube帳戶在該季首播前幾星期上傳一條名為《美國貪婪：詹姆斯·麥吉爾》（英語：American Greed: James McGill）的短片。該部十分鐘的短片由彼得·古爾德的助手瓦萊麗·朱（Valerie Chu）編劇，是一部模仿紀錄劇《美國貪婪》風格的仿纪录片，回顧《絕命毒師》和《絕命律師》發生的事件。這部紀錄片由史戴西·奇屈旁白，採訪了幾位《絕命律師》的常設角色，包括助理地區檢察官蘇珊娜·埃里克森（朱莉·珀爾（Julie Pearl） 飾）和比爾·奧克利（彼得·迪斯（Peter Diseth） 飾），以及金·魏斯勒的前老闆里奇·史威卡（丹尼斯·布茨卡里斯 飾）。再次出現的還有貝琪和克雷格·凱特曼（分別由茱莉·安·艾瑪莉和傑瑞米·沙姆斯飾演），他們自第一季以來就沒有出現在該劇中，但仍有在第三季之後發行的短片《禁止野餐》以及2020年的Podcast《深入吉利宇宙》（英語：Inside the Gilliverse）中出現。這部短片於2022年3月在阿爾伯克基拍攝，而一年後艾瑪莉和沙姆斯亦回歸拍攝《絕命律師》劇集“軟硬兼施”。

### 《閒話律師》
《閒話律師》是由克里斯·哈德維克主持的實況脫口秀，嘉賓們會在節目中討論《絕命律師》的劇集。《閒話律師》在《絕命律師》推出第六季時回歸，並分別在季中結局以及該季倒數第二集首播後播出。嘉賓包括第一集的彼得·古爾德、卜·奧登高基、莉雅·施翰和柏德烈·法比安，以及第二集的雲斯·基利根、彼得·古爾德、卜·奧登高基和莉雅·施翰（通過衛星）。該節目自《絕命律師》第三季之後就停播，直到第六季才復播。

### 《假摔王吉米》
《綜藝》於2021年3月報導稱AMC正在開發一部外傳動畫劇《假摔王吉米》。該劇後來被揭露為一個短片劇集；該動畫劇總共六集，將於《絕命律師》第六季播出期間在線上發佈。每一集都受到特定電影類型的啟發——從意大利式西部片和巴斯特·基頓到《大法師》。該劇由《瑞克和莫蒂》動畫公司Starburns Industries製作，並由《絕命律師》編劇師愛麗兒·萊文（Ariel Levine）和凱瑟琳·威廉姆斯-福希（Kathleen Williams-Foshee）編劇。配音演員包括奇·麥克布賴德、拉琳·紐曼和負責飾演吉米的肖恩·詹布羅內。AMC+在2022年5月23日發佈《假摔王吉米》全部六集，每集大約8到9分鐘。
該劇因其與前作相比質量明顯下降而收到粉絲和評論家的負面評價。《Screen Rant》的馬克·唐納森（Mark Donaldson）批評該劇的概念並說：“動畫外傳作為數位產品出售，這場向觀眾提供可銷售內容的競賽破壞了講故事的能力。”

### 《電影製作人培訓》
從第三季開始推出的《絕命律師員工培訓影片》（英語：Better Call Saul Employee Training Video）系列宣佈在第六季期間會有新劇集。本季發佈的員工培訓影片名為《電影製作人培訓》（英語：Filmmaker Training），於2022年7月11日首播。該系列由六集組成，重點關注與吉米合作製作廣告的新墨西哥大學電影學生攝製組。

## 外部連結
- 《絕命律師》– 官方網站
- 在Netflix上觀看《絕命律師》
- 互联网电影数据库（IMDb）上《絕命律師》的资料（英文）
- 爛番茄上《絕命律師第六季》的資料（英文）
- Metacritic上《《絕命律師》第六季》的資料